# Christophoruskirche Bad Gastein

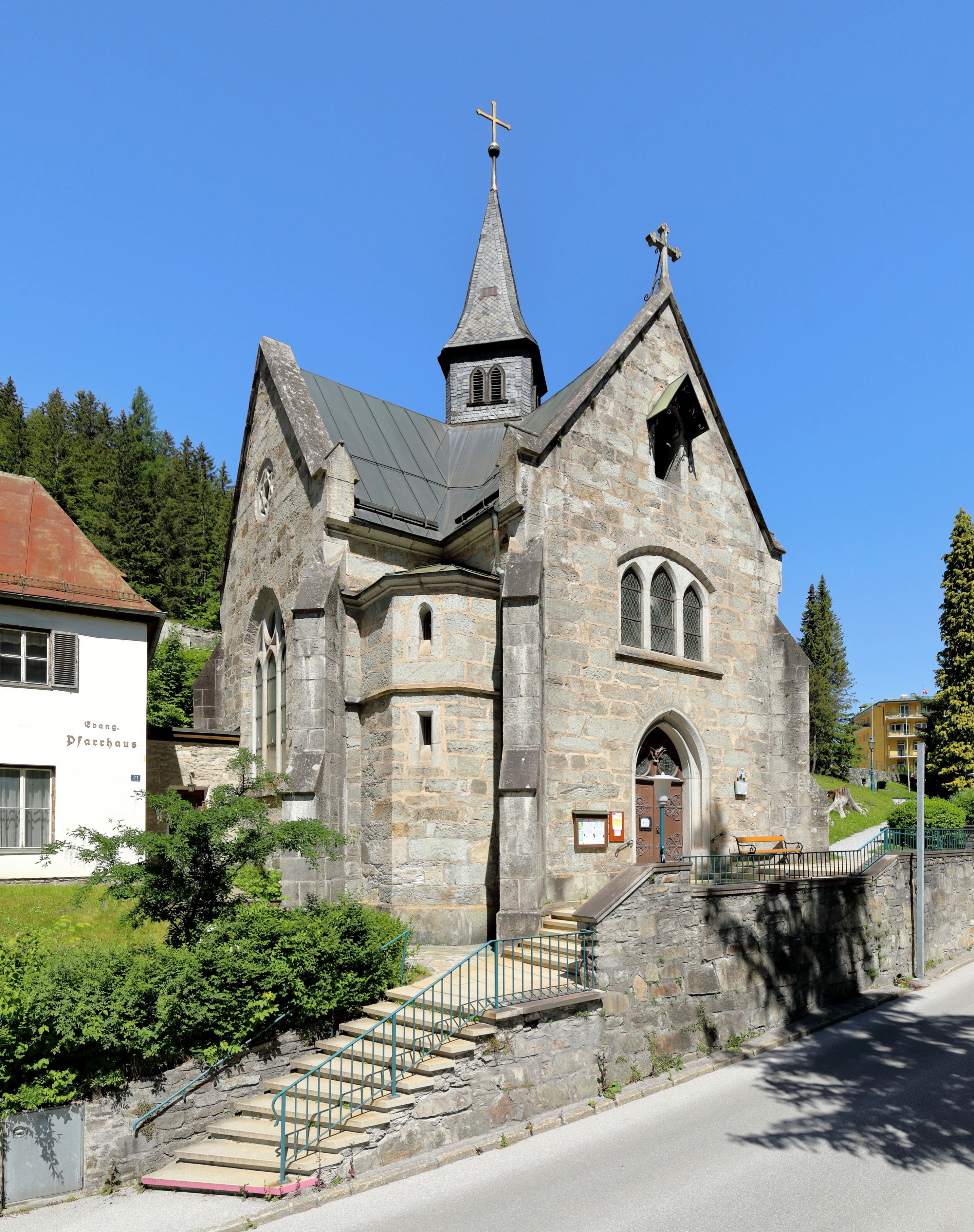
Christophoruskirche (2020)

Die Christophoruskirche ist die evangelische Pfarrkirche in Bad Gastein im Land Salzburg und steht unter Denkmalschutz (Listeneintrag).

## Geschichte
Der deutsche Kaiser Wilhelm I. war zwischen 1864 und 1887 Kurgast im Gasteiner Hotel Badeschloss und pflegte immer einen seiner Hofprediger mitzubringen. Die evangelischen Gottesdienste wurden anfangs in der 1841 erbauten Wandelhalle bzw. im Vestibül der 1838 errichteten Villa Solitude gehalten. Im Jahr 1867 fassten Stammkurgäste aus vornehmen Kreisen den Plan, ein evangelischen Gotteshaus in Gastein zu errichten.
Gräfin Lehndorff schenkte ein Grundstück gegenüber der Villa Solitude für den Kirchenbau. Fräulein Laura Heye (1830–1906) aus Bremen stiftete große Geldbeträge, und durch ihre vielen persönlichen Beziehungen motivierte sie vermögende Familien, weitere Geldmittel zu spenden. Bemerkenswert ist auch eine Summe von 25 Talern, die vertriebene Salzburger in Litauen spendeten.
Der neugotische Kirchenbau wurde von 1868 bis 1871 nach den Plänen des Berliner Oberbaurats Wilhelm Salzenberg durch Baumeister Jacob Ceconi und Baumeister Pecol aus Schladming realisiert.
Im April 1868 wurde mit den Felssprengungen für den Bau der Kirche begonnen. Die Grundsteinlegung fand am 19. Juli 1868 statt. Laura Heye und Frau von Mühler, Gattin des preußischen Kultusministers Heinrich von Mühler, überreichten dem Kaiser am 27. August 1871 die Geschenkurkunde. Dabei erhielt der Kaiser auch die Schlüssel, obwohl das Kirchengebäude noch nicht ganz fertiggestellt war. Am 6. Juli 1872 erfolgte die feierliche Einweihung durch den Berliner Garnisonspfarrer Emil Frommel in Anwesenheit aller Repräsentanten des Ortes, der katholischen Bevölkerung und der evangelischen Kurgäste. 
Restaurierungen fanden 1955 bis 1958 und 1981 statt.
Seit 1960 finden die evangelischen Gottesdienste größtenteils in der neu errichteten Heilskirche im Nachbarort Bad Hofgastein statt. 
Im Jahr 2025 wurde das Kirchengrundstück in Bad Gastein an private Investoren verkauft.

## Architektur
Die Kirche ist aus steinsichtigem Quadermauerwerk über einem Kreuzgrundriss errichtet. Sie hat Dreieckgiebelfassaden, an den Ecken abgestufte Strebepfeiler und Spitzbogenfenster. Im Osten befindet sich ein gekehltes Spitzbogenportal mit darüberliegendem Triforienfenster und ein Spitzbogenschallfenster mit Glocke. Zentral aufgesetzt ist ein Glockentürmchen mit spitzbogigen Schallfenstern und Spitzhelm. Der Zentralraum mit einem Kreuzgrundriss besitzt ein neugotisches Rippengewölbe auf Diensten.

## Ausstattung
Der erhöhte Altarraum mit spitzbogiger Nische enthält ein neugotisches Christusbild, bezeichnet Binder 1870. Im Osten der Kirche befindet sich die Orgelempore mit einer Orgel in einem neugotischen Gehäuse. Die neugotischen Glasfenster fertigte das Königliche Institut für Glasmalerei in Berlin. Die Emporenbrüstung, die Bänke, der Predigerstuhl, die Türe und den Windfang gestaltete Bildhauer Wendler aus Berlin. Die Glocke im Turm erklingt im Ton e2 und wurde 1871 von Franz Oberascher in Salzburg gegossen und wiegt 150 kg.
Der im Altarraum befindliche, auffällige „Kaiserstuhl“ mit Wappen, Monogramm und Adler wurde von Kaiser Wilhelm allerdings nicht benützt. Er meinte nämlich: „Ich will auf keinem anderen Stuhl sitzen als die anderen Leute“.

## Umgebung
Das evangelische Pfarrhaus steht in baulicher Verbindung mit der Kirche.